# Antonio Fogazzaro
Antonio Fogazzaro, född 25 mars 1842 i Vicenza, Italien, död där 7 mars 1911, var en italiensk författare, poet, politiker och jurist.
Fogazzaro utbildade sig till jurist i Turin.
I sin diktning försökte Fogazzaro blanda katolska värden med en modern vetenskaplig världsbild, varpå han stötte på kritik från den katolska kyrkan. Han lyckades också blanda psykologi och realism med humor.